# Microsema rhombaria
Microsema rhombaria là một loài bướm đêm trong họ Geometridae.